# Anthrax theodori
Anthrax theodori är en tvåvingeart som beskrevs av Zaitzev 1997. Anthrax theodori ingår i släktet Anthrax och familjen svävflugor. Inga underarter finns listade i Catalogue of Life.